# محمدرضا دولت‌آبادی
محمدرضا دولت‌آبادی (زادهٔ ۱۳۳۵ در نیشابور) نمایندهٔ حوزهٔ انتخابیهٔ نیشابور در دورهٔ ششم مجلس شورای اسلامی بوده‌است. وی در تاریخ ۲۵ بهمن ۱۳۹۹ به دلیل ایست قلبی در گذشت.